# هاري كليفتون (لاعب كرة قدم)
هاري كليفتون (بالإنجليزية: Harry Clifton) هو لاعب كرة قدم بريطاني، ولد في 12 يونيو 1998 في غريمسبي ‏ في المملكة المتحدة. لعب مع غريمسبي تاون.

## وصلات خارجية
- هاري كليفتون على موقع قاعدة بيانات كرة القدم.إي يو (الإنجليزية)
- هاري كليفتون على موقع Soccerbase.com (لاعب) (الإنجليزية)